# Corsica Viva (ferry)
Pour l’article homonyme, voir Corsica Viva.
Le Corsica Viva est un ferry construit entre 1968 et 1969 aux chantiers allemands Werft Nobiskrug de Rendsburg. Mis en service en mai 1969 pour le compte de la compagnie irlandaise B&I Line, il effectuait à l'origine les liaisons entre l'Irlande et le Royaume-Uni sous le nom d‘Innisfallen. À la suite d'une baisse de fréquentation des lignes en raison du contexte politique tendu entre les deux pays, le navire est vendu en 1980 à la compagnie bastiaise Corsica Ferries et dessert dans un premier temps les lignes entre l'Italie et la Corse sous le nom de Corsica Viva avant de rejoindre en 1985 la filiale Dominican Ferries qui l'exploite entre la République Dominicaine et Porto Rico jusqu'en 1988. De retour en Méditerranée, il est remis en service sur les lignes de Corsica Ferries avant d'être transféré sur les lignes de Sardinia Ferries en 1992. Après avoir navigué dans les Antilles d'octobre 1993 à mars 1994 pour la filiale Caribia Ferries, il est affrété à divers armateurs jusqu'en 1995. Vendu en 1998 à la société Happy Lines, il navigue durant trois étés entre La Spezia et la Corse sous le nom de Happy Dolphin puis est désarmé de 2001 à 2003. Il termine sa carrière en 2003 sous les couleurs de la compagnie turque Sancak Lines. Il est ensuite démoli en Inde à la fin de l'année 2004.

## Histoire

### Origines et construction
En 1965, le gouvernement irlandais prend la décision de nationaliser la compagnie B&I Line. La nouvelle direction entreprend alors une politique de renouvellement de la flotte en remplaçant rapidement les anciens paquebots par des car-ferries neufs et modernes. Ce type de navire, pouvant transporter des passagers et un certain nombre de véhicules, connaît alors un succès grandissant à travers le monde depuis la fin des années 1950 et s'avère performant à bien des égards. B&I emboîte alors le pas en rachetant à la compagnie suédoise Lion Ferry le contrat de construction d'un navire de 110 mètres. Immédiatement, la commande d'un sister-ship est passée aux chantiers Werft Nobiskrug de Rendsburg où se déroule la construction du premier navire. Un troisième navire identique est également commandé, cette fois-ci au sein d'un chantier irlandais.
Première commande de car-ferry directement passée par B&I, l‘Innisfallen est lancé le 7 décembre 1968. Par rapport à son jumeau le Munster, le navire comporte quelques différences, comme sa longueur qui est augmentée de 8 mètres ainsi que sa capacité légèrement supérieure. L‘Innisfallen est livré à B&I le 28 mars 1969.

### Service

#### B&I Line (1969-1980)

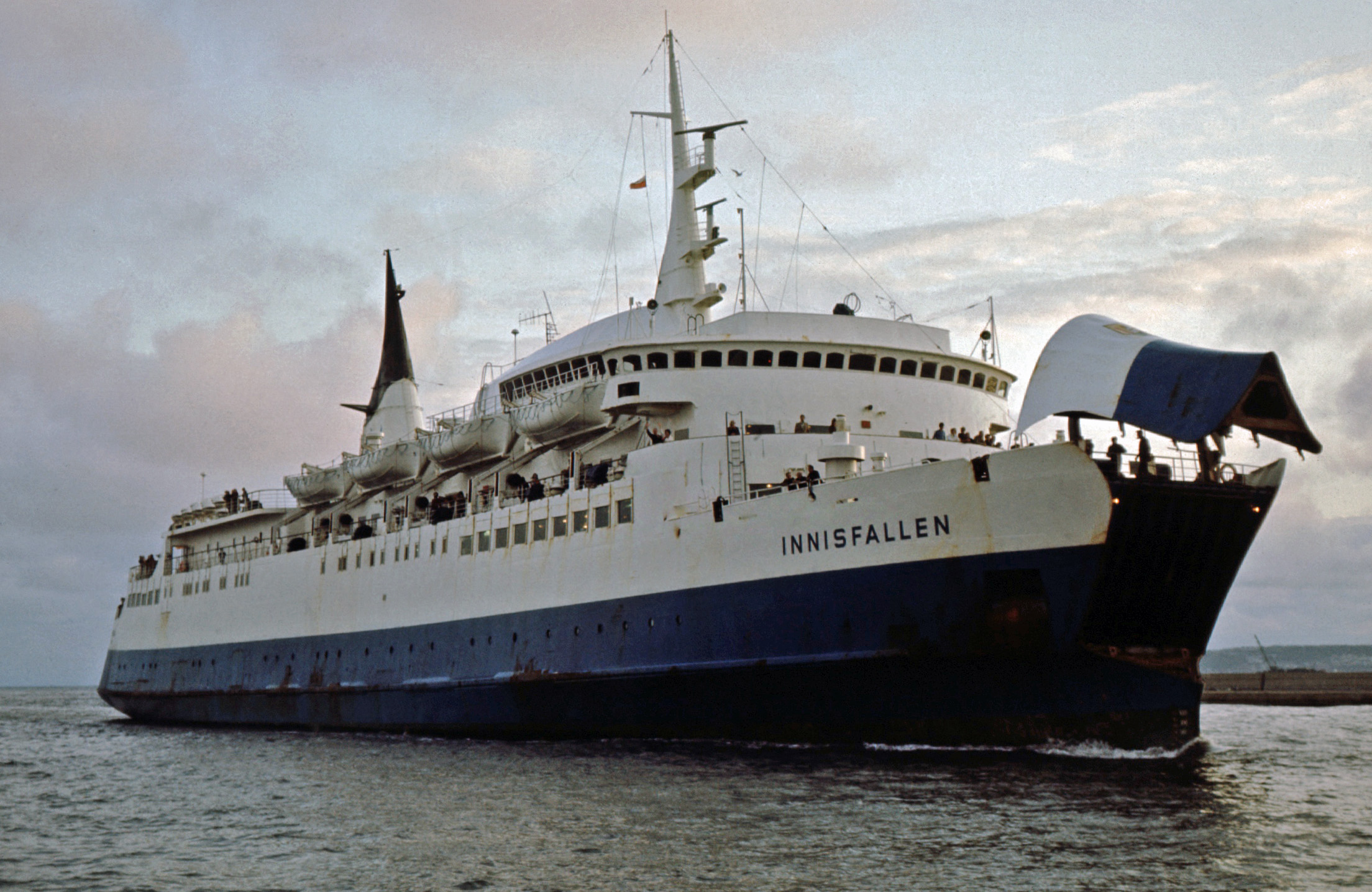
L’Innisfallen à Swansea en 1975.

Durant le début du mois d'avril 1969, l‘Innisfallen est présenté au public des îles britanniques. Il fait tout d'abord une apparition à Londres du 5 au 9 avril puis à Cork du 10 au 11 avant d'accoster à Dublin en attendant sa mise en service.
Le navire commence son exploitation commerciale le 2 mai entre Cork et Swansea.
En 1979, il est remplacé au départ de Cork par le nouveau Connacht et est déplacé en conséquence sur les lignes depuis Dublin.
Le contexte du conflit nord-irlandais va cependant provoquer une baisse drastique du nombre de passagers sur cette ligne, ce qui conduira au retrait du navire l'année suivante. Le 23 février 1980, l‘Innisfallen est cédé à la société luxembourgeoise Tourship, holding de la compagnie bastiaise Corsica Ferries.

#### Corsica Ferries (1980-1998)
Réceptionné par la compagnie, l‘Innisfallen est rebaptisé Corsica Viva et transformé à Livourne. Sa coque est repeinte en jaune et un solarium abrité du vent est ajouté au pont 7 arrière. Mis en service durant la saison estivale 1980 entre l'Italie et la Corse, il remplace au sein de la flotte le Corsica Star.
Le Corsica Viva est le second navire de grande capacité acquis par la compagnie après A Regina qui avait intégré la flotte l'année précédente. Avec cette nouvelle unité, Corsica Ferries parvient à faire face à la forte demande de la clientèle italienne qui connaît alors un essor fulgurant. 
En 1985, le navire est transféré d'urgence au sein de la filiale Dominican Ferries afin de remplacer A Regina qui s'est échoué en février au cours d'une traversée. Renommé Dominican Viva, il effectue alors des traversées entre la République Dominicaine et Porto Rico.
Les services de Dominican Ferries sont cependant interrompus en 1988 en raison de l'exploitation déficitaire de la ligne. Le Dominican Viva retourne donc au sein de la flotte de Corsica Ferries sous le nom de Corsica Viva I avant d'éviter la confusion avec le Corsica Viva II, acquis entre-temps par le groupe.
Durant la saison estivale, il inaugure une nouvelle ligne entre Savone et Ajaccio, devenant ainsi le premier navire de Corsica Ferries à desservir une ligne régulière à destination de la cité impériale, avec également un prolongement vers Porto Torres, en Sardaigne. Cette ligne sera cependant fermée à l'issue de la saison 1989 et le Corsica Viva I desservira ensuite la Corse depuis Porto Santo Stefano.
En 1992, il est transféré dans la flotte de Sardinia Ferries et effectue la liaison entre le continent italien et la Sardaigne sous le nom de Sardinia Viva.
En octobre 1993, il est transféré au sein d'une toute nouvelle filiale du groupe dénommée Caribia Ferries. Renommé Caribia Viva, il effectue des traversées dans les Antilles entre la Guadeloupe et la Martinique. Ces deux îles étant des territoires français, le navire est exploité sous pavillon national. 
Caribia Ferries cessera toutefois ses activités en mars 1994 en raison de conflits avec les dockers locaux pour la manutention du fret roulant et d’un montant de droits et taxes jugés excessifs. Le navire regagne donc la Méditerranée au mois de mai et est désarmé à La Spezia.
À partir du mois de juillet, Corsica Ferries l'affrète à différentes compagnies. Ainsi, le navire effectue un temps des traversées entre l'Italie, la Grèce et la Turquie sous les couleurs de San Paolo Ferries puis de Stern Maritime Lines. En août, il est exploité par la Compagnie tunisienne de navigation entre Gênes et Tunis.
En décembre il est affrété par la société Meridian Ferries pour effectuer des traversées transmanches entre la France et le Royaume-Uni. Afin de l'adapter aux infrastructures portuaires, le navire subit quelques modifications au niveau de ses portes rampes. Il est mis en service entre Folkestone et Boulogne à partir de février 1995 sous le nom de Spirit of Independance.
La compagnie Meridian fait cependant faillite le mois suivant et la ligne est interrompue. Le navire rejoint l'Italie au mois d'avril et est de nouveau désarmé à La Spezia. Il y restera environ trois ans avant d'être vendu en septembre 1998 à la société Millenium Shipping.

#### Happy Lines et fin de carrière (1998-2004)
Renommé Happy Dolphin, le car-ferry est mis en service à partir d'avril 1999 entre La Spezia et Bastia pour le compte de la nouvelle compagnie Happy Lines, dont il est le premier navire. Il desservira la Corse d'avril à octobre jusqu'en 2001 avant d'être remplacé par le Gioventù.
Désarmé à La Spezia, il est racheté mars 2003 par la société turque Sancak Lines et navigue durant les mois de juin et juillet entre la Turquie et l'Italie sous le nom de Derin Deniz. Retiré du service en août, il est désarmé à Tuzla en Bosnie-Herzégovine. Finalement vendu à la démolition en septembre 2004, il est échoué sur la plage d'Alang en Inde le 17 octobre.

## Aménagements
Le Corsica Viva possédait 8 ponts. Les installations des passagers étaient principalement situées sur les pont 5, 6 et 8 tandis que les locaux de l'équipage occupent majoritairement les ponts 7 et 2. L'intégralité des ponts 2 et 3 abritent quant à eux les garages.

### Locaux communs
Le navire était équipé d'une cafétéria, d'un bar, d'une véranda ainsi que d'une boutique sur le pont 5 et d'un bar cocktail, d'un restaurant et d'un salon sur le pont 6. Un bar panoramique était également présent sur le pont 8.
Des modifications ont certainement été apportées au fil des années.

### Cabines
Le car-ferry proposait 341 places en couchettes. Les cabines étaient situées sur les ponts 1, 2 et 6. Les cabines du pont 6 disposaient pour la plupart de sanitaires.

## Caractéristiques
le Corsica Viva mesurait 118,16 mètres de longueur pour 17,84 mètres de largeur, son tonnage était de 7 187 UMS. Le navire avait une capacité de 1 149 passagers et était pourvu d'un garage pouvant contenir 280 véhicules répartis sur deux ponts, le garage était accessible par deux portes rampes, une à la proue et une à la poupe. La propulsion était assurée par quatre moteurs diesel MAN 7L40/54 développant une capacité de 11 768 kW faisant filer le navire à une vitesse de 18 nœuds. Le navire disposait de huit embarcations de sauvetage ouvertes de taille moyenne.

## Lignes desservies
Pour le compte de B&I Line, l‘Innisfallen naviguait entre l'Irlande et le Royaume-Uni sur la ligne Cork - Swansea de 1969 à 1979, puis sur Dublin - Liverpool à partir de 1979.
En 1980, le navire intègre le groupe Corsica Ferries et dessert la Corse au départ de l'Italie depuis Gênes vers Bastia, Calvi et L'Île-Rousse. À partir de 1982, les départs s'effectuent depuis le port de Savone, voisin de Gênes. Entre 1985 et 1988 il est affecté aux lignes entre la République Dominicaine et Porto Rico pour le compte de la filiale Dominican Ferries. De retour sur la Corse en 1988, il effectue des traversées entre Savone, Ajaccio et Porto Torres en Sardaigne jusqu'en 1989 puis est déplacé entre Porto Santo Stefano et Bastia à partir de 1990. En 1992, il est transféré chez Sardinia Ferries et navigue entre Livourne et Golfo Aranci jusqu'en 1993 avant d'être affecté aux Antilles sur les lignes de la filiale Caribia Ferries entre Pointe-à-Pitre et Fort-de-France d'octobre 1993 à mars 1994. Il est par la suite affrété au mois de juillet par San Paolo Ferries et navigue entre Bari, Patras et Çeşme puis rejoint la flotte de Stern Maritime Lines et dessert la même ligne au départ d'Ancône. Il assure ensuite la liaison entre Gênes et Tunis au mois d'août pour le compte de la Compagnie tunisienne de navigation. Il sera une dernière fois affrété entre février et mars 1995 pour desservir la ligne Folkestone - Boulogne sous les couleurs de Meridian Ferries.
À partir de 1999, le navire reprend du service entre La Spezia et Bastia au sein de la compagnie Happy Lines. Il navigue sur cette ligne en saison estivale entre 1999 et 2001 avant d'être désarmé.
Il navigue une dernière fois en juin et juillet 2003 entre Çeşme et Brindisi pour la compagnie turque Sancak Lines avant d'être retiré du service puis démoli.